# Postamt Teterow

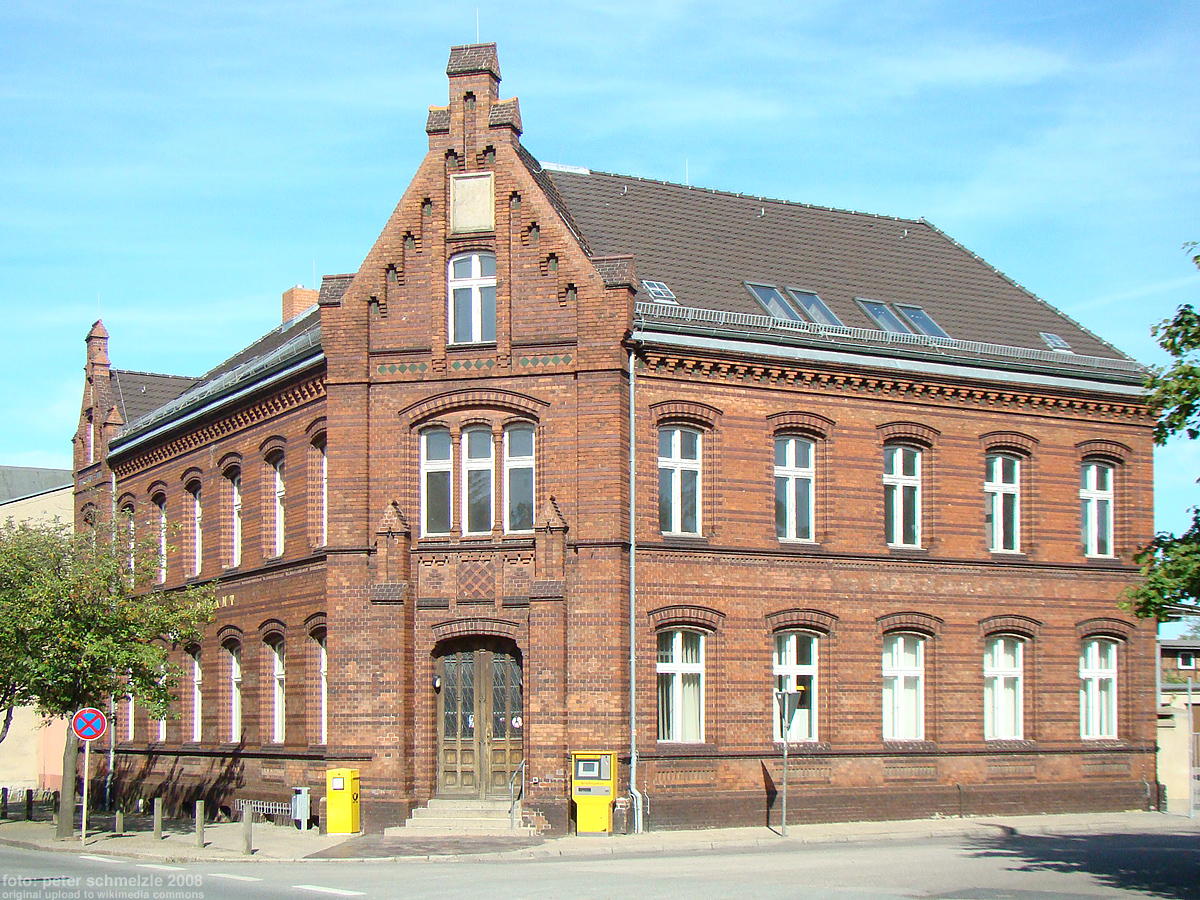
Ehemaliges Postamt Teterow

Das ehemalige Postamt Teterow in Teterow (Mecklenburg-Vorpommern), Bahnhofstraße 2, Ecke Rosenstraße, wurde 1885 gebaut. Es wird seit 2011 als Wohn- und Geschäftshaus genutzt.
Das Gebäude steht unter Denkmalschutz.

## Geschichte
Die Stadt Teterow mit 8334 Einwohnern (2020) wurde 1230 angelegt und erhielt um 1235 das Stadtrecht.
Seit 1662 gab es im Herzogtum Mecklenburg-Güstrow die privatisierte Postlinie Güstrow – Teterow-Malchin – Stavenhagen – Penzlin – Neubrandenburg. 1701 führten zwei Postkurse von Rostock nach Schwerin und Ratzeburg sowie von Neubrandenburg über Teterow, Güstrow, Sternberg, Schwerin und Boizenburg. Das Postwesen wurde nach 1703 vom Herzogtum Mecklenburg-Schwerin und ab 1871 vom Deutschen Reich betrieben.
Das zweigeschossige verklinkerte historisierende Gebäude in L-Form von 1885 mit einem Walmdach wurde als Kaiserliches Postamt im Stil der Gründerzeit für das Post- und Fernmeldewesen gebaut. Prägend ist an der Ecke der dreigeschossige reich verzierte Risalit als Stufengiebel mit einer Uhr und dem Portal mit zwei Fialen. Die früheren, seltenen und eigenwilligen Turmdachgauben an der Bahnhofstraße sind nicht erhalten. Ein zweigeschossiger Anbau mit einem weiteren Giebelrisalit entstand noch im 19. Jahrhundert. Erhalten ist der spätere Garagenkomplex und die Grüne Ecke an der Rosenstraße. 1968 wurden im Dachgeschoss Wohnungen eingebaut und zum Hof entstand eine Aufstockung.
Die Deutsche Post AG verkaufte das Haus 2004 und es wurde im Rahmen der Städtebauförderung 2010/11 nach Plänen von Roman Schumacher für Lars Bennke saniert und zu einem Wohn- und Geschäftshaus umgebaut. Im Gebäude befindet sich noch die Deutsche Post Packstation und Paketbox. Die Post zog in ein Einkaufszentrum am Platz des Friedens 51 um.